# Nyikolaj Szergejevics Valujev
Nyikolaj Szergejevics Valujev - Nikolai Valuev (Leningrád, 1973. augusztus 21. –) orosz nehézsúlyú profi ökölvívó. Becenevei: a „Keleti Szörnyeteg”, a „Kelet Szörnye”, az „Orosz Óriás”.

## Életpályája
Házas, két gyermeke van. Fiatal korában kosárlabdázott és a diszkoszvetést is kipróbálta, 1993 óta profi ökölvívó. Valujev az első orosz nehézsúlyú profi világbajnok, valamint a boksztörténelem legmagasabb és legnehezebb bajnoka. Méreteivel Primo Carnerát utasította maga mögé. Valujev a gimnázium elvégzése után sport szakon tanult a Szentpétervári Egyetemen. Ortodox vallású.
- Magassága: 213 cm
- Tömege: 145–150 kg
- Cipőmérete: 52

### A beteg óriás
Valujev hatalmas méreteit az agyalapi mirigy növekedési hormonja túlműködésének köszönheti. Ezt a betegséget orvosi néven óriásnövésnek (gigantizmus), illetve felnőttkorban akromegáliának hívják. Valujev már gyerekkorában is magas volt. Növekedési hormonja azonban felnőttként is túltermelődött nála, erre utal torzult arca. Gyerekeknél ugyanis a csont növekedési zónái még nem záródnak le, így a gyermekek csontja képes nyúlni. Felnőttként azonban a csontvégek lezáródása után a csontok képtelenek tovább nyúlni, ezért növekedési hormon túltermelődése esetén csontdeformáció jelentkezik. A betegségre jellemző a lassú, nehézkes, mondhatni "lomha" mozgás. Primo Carnerához hasonlóan Valujev boksztudását is sok kritika érte, de kritikusai közül kevesen tudhatják, mit is jelent ilyen óriási testtel élni.
2005. december 17-től – 2007. április 14-ig volt a WBA nehézsúlyú bajnoka.
1993. október 15-én lépett először szorítóba Berlinben profi ökölvívóként. Igazi profi pályafutása 1996-ban indult, akkor még az Universum Box Promotion támogatásával.
2011 decemberében, 38 éves korában bejelentette visszavonulását.

## Hobbi
Nyikolaj Valujev legszívesebben családjával, feleségével, Galinával és két gyermekével tölti idejét Szentpéterváron. Valujev szabadidejében szívesen horgászik, olvas, illetve vadászik Oroszországban. Kedveli az operát és kitűnő humorérzéke van, szerepelt már több német humorista műsorában. Stefan Raab és Oliver Pocher is készített vele riportot.
Többször felemelte már szavát a világban folyó felesleges erőszak ellen, nem kedveli a politikát és nem hagyta, hogy népszerűségét orosz politikusok felhasználják. A mérkőzéseire Németországban szokott felkészülni, mert távol a családjától jobban tud koncentrálni a feladatára. Ebben az évben belekezdett életrajzi könyvének megírásába,amelynek tervezett címe: Az én 12 menetem, a könyv egyelőre még nem jelent meg. Játszott a Hét törpe – az erdő nem elég című filmben.

## Címmérkőzései
- 2005. december 17-én John Ruiz ellen pontozással nyert, megszerezve a WBA övet.
- 2006. június 3-án Owen Beck ellen a 3. menetben technikai kiütéssel (TKO) nyert.
- 2006. október 8-án Monte Barrett ellen technikai kiütéssel nyert a 11. menetben.
- 2007. január 21-én a kihívó Jameel McCline térdsérülést szenvedett a 3. menetben, nem tudta folytatni a küzdelmet, így a szabályok szerint Valujev TKO győzelmet aratott.
- 2007. április 14-én az üzbég Ruszlan Csagajev pontozással legyőzte, így Valujev elveszítette veretlenségét és a világbajnoki címet.
- 2007. szeptember 29-én legyőzte a kanadai Jean-François Bergeront.
- 2008. február 16-án Serguei Lyakhovich ellen nyert.
- 2008. augusztus 30-án John Ruizt győzte le.
- 2008. december 20-án ellenfele a veterán bokszlegenda, Evander Holyfield. A mérkőzést jórészt Holyfield uralta, azonban a döntőbírók pontozással Valujev győzelmét hozták ki.
- 2009. november 7-én kihívója az angol David Haye. A Nürnbergben játszott mérkőzést David Haye nyerte pontozással, így ő lett a WBA nehézsúlyú világbajnoka.